# Sinagoga Kadoorie

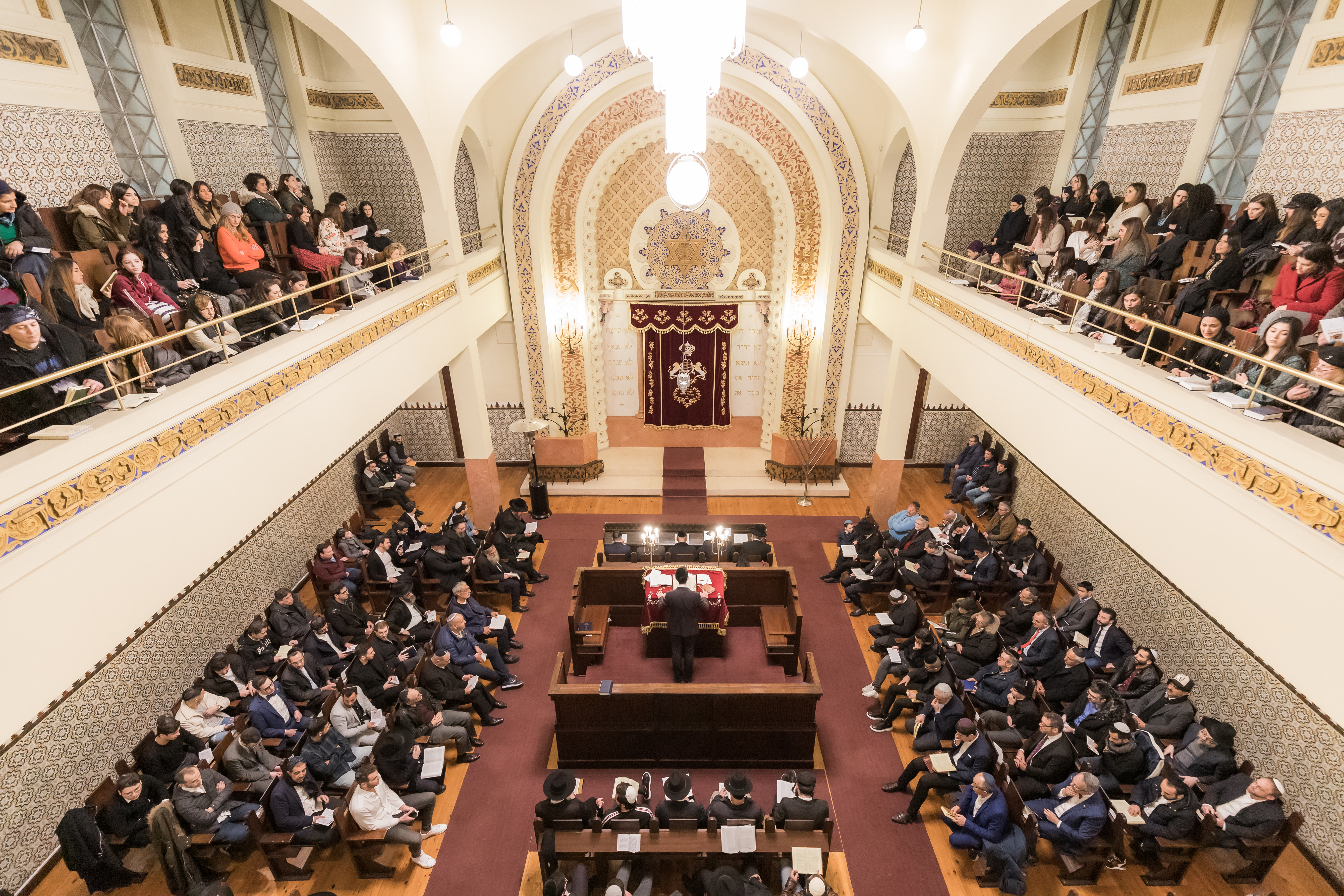
Shabbaton 2020

A Sinagoga Kadoorie, aliás Sinagoga Kadoorie - Mekor Haim ("Fonte de Vida"), é a sinagoga e sede da comunidade judaica do Porto, cujo nome oficial é Comunidade Israelita do Porto/ Comunidade Judaica do Porto. A sua construção foi iniciada em 1929, tendo sido inaugurada em 1938. É a maior sinagoga da Península Ibérica e situa-se na Rua de Guerra Junqueiro, na cidade do Porto, em Portugal.

## História

### A sinagoga e a Comunidade Judaica do Porto
A história da sinagoga Kadoorie está intrinsecamente ligada à história do seu fundador, capitão Artur Barros Basto, um oficial do exército português convertido ao Judaísmo e que se tornou um importante líder comunitário.
Tendo montado a sua vida no Porto, em 1921, o capitão tratou logo de reunir cerca de vinte judeus asquenazim naturais da Lituânia, Polónia, Alemanha e Rússia, recém-chegados à cidade e que viviam do comércio. Estes não possuíam sinagoga, não estavam organizados e tinham que se deslocar a Lisboa sempre que, por motivos religiosos, era necessário.
Em 1923, foi registada oficialmente no Governo Civil do Porto a Comunidade Israelita do Porto. Da mesma faziam parte o capitão Barros Basto e as famílias asquenazim. O actual edifício da sinagoga só começaria a ser construído alguns anos mais tarde, mas a comunidade organizou-se e arrendou provisoriamente uma casa, na Rua Elias Garcia, que passou a funcionar como sinagoga.
Em 1929, com o objectivo de tentar converter para o judaísmo oficial os marranos que existiam em Trás-os-Montes e nas Beiras, Barros Basto reuniu fundos que lhe permitiram comprar um terreno na Rua de Guerra Junqueiro, onde a grande sinagoga Kadoorie Mekor Haim viria a ser construída. Foi então entregue na Câmara Municipal do Porto um requerimento para a obtenção do licenciamento necessário para início da obra e, poucas semanas mais tarde, foi colocada a primeira pedra e a construção iniciada.
A obra decorreu lentamente até 1933, devido aos elevados custos e aos fundos limitados do seu fundador e da comunidade, apesar de todo o apoio monetário então prestado pelo Comité dos Judeus Hispano-Portugueses em Londres.
Uns anos antes, em 1919, havia falecido, em Shangai, Laura Kadoorie, a esposa do filantropo judeu de origem iraquiana, Sir Elly Kadoorie, e os seus filhos Lawrence e Horace decidiram homenagear a mãe, descendente de judeus portugueses que abandonaram o país devido à Inquisição. Essa homenagem foi materializada no apoio monetário da família à construção de grande parte da Sinagoga do Porto, que passou assim a chamar-se “Sinagoga Kadoorie – Mekor Haim". “Kadoorie” em homenagem à referida família. “Mekor Haim" — o nome que o capitão Barros Basto já lhe tinha dado previamente. A sinagoga teve sempre um pequeno número de membros e, durante grande parte do século XX, esteve entregue a famílias da Europa Central e de Leste (Roskin, Kniskinsky, Finkelstein, Cymerman, Pressman e outras), que casaram entre si.

### Arquitectura
O edifício revela uma fisionomia resistente e uma modernidade arquitectónica visível através da sua volumetria simples e despojada que muito revela sobre os seus arquitectos. O interior é decorado com letras hebraicas, contendo passagens da Torá complementadas por decorações de estilo marroquino-sefardita.
Segundo os documentos entregues na Câmara Municipal do Porto, aquando do pedido de licenciamento da obra, esta ficou entregue ao tenente Augusto dos Santos Malta, um arquitecto formado na Escola de Belas Artes do Porto. Alguns dos documentos estão assinados pelo arquitecto Arthur de Almeida Jr., o que sugere que o mesmo possa ter sido co-autor do projecto.
O Mestre Rogério de Azevedo poderá também ter tido intervenção directa na obra, mas apenas na parte final ou até mesmo nos acabamentos. Algumas partes do edifício, nomeadamente os traços de carpintaria da biblioteca, são muito similares a outras obras de Rogério de Azevedo.

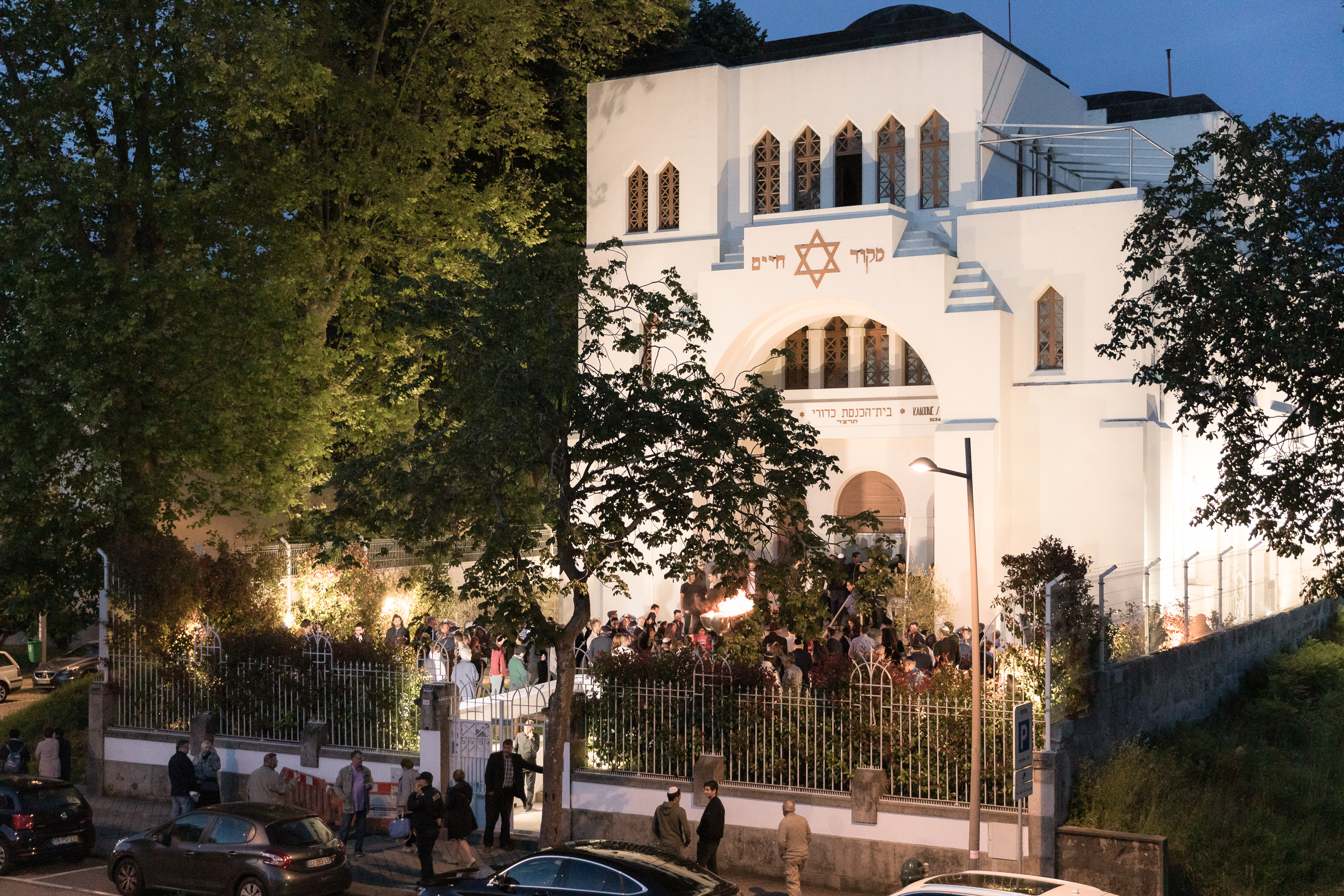
Lag BaOmer - Sinagoga Kadoorie Mekor Haim

## Actualidade

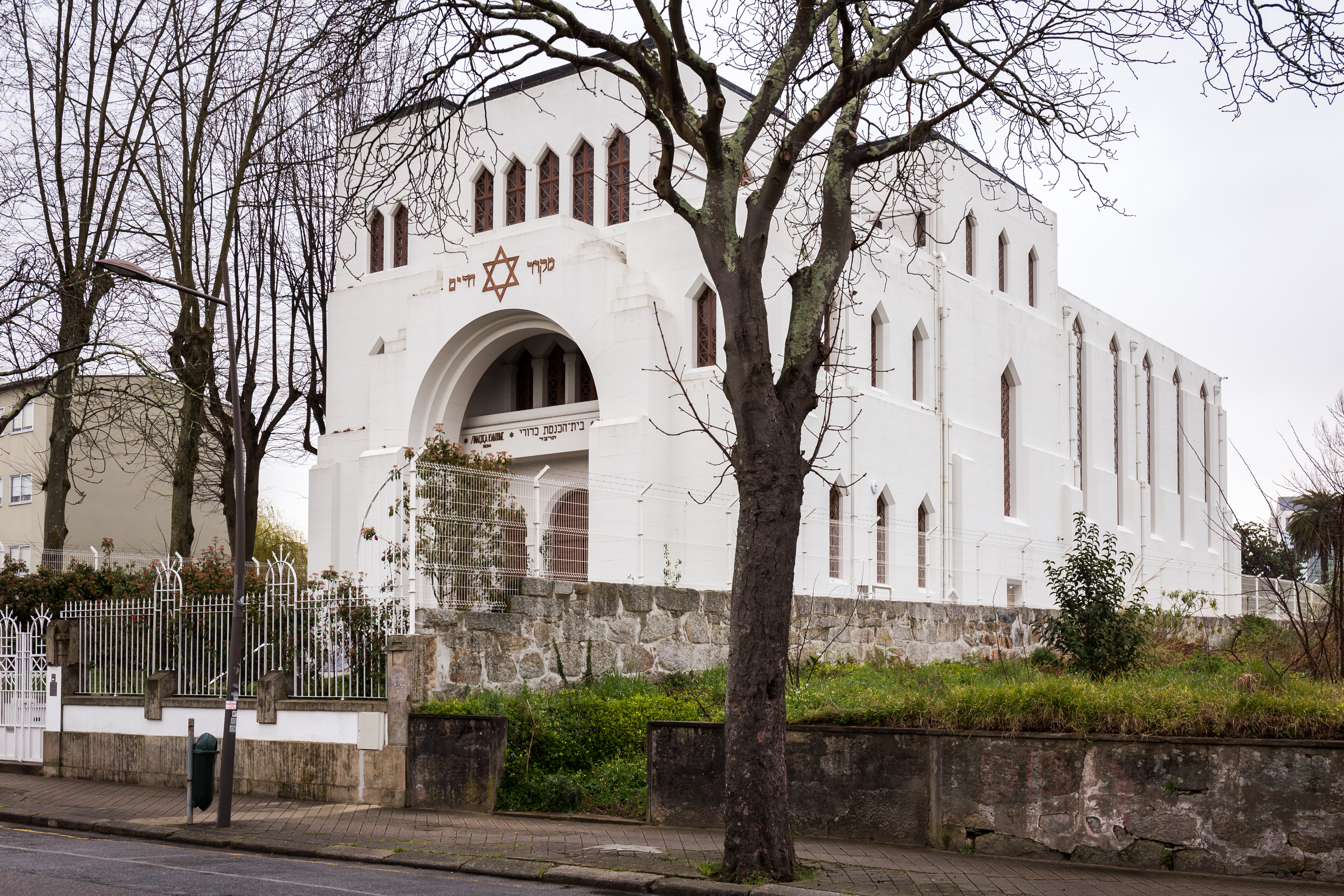
Sinagoga Kadoorie Mekor Haim

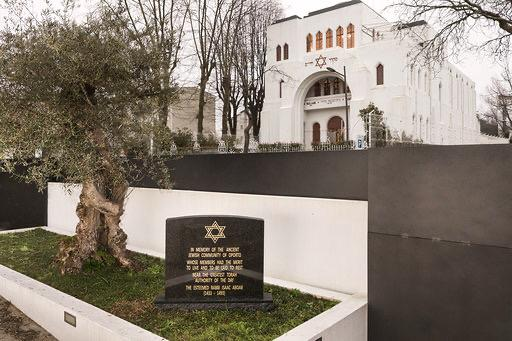

Segundo o blogue oficial da comunidade, esta inclui cerca de 500 judeus originários de mais de trinta países e reúne em torno da mesma mesa todos os padrões e graus de observância do judaísmo.
Nos anos mais recentes, os membros da comunidade conectaram a organização ao resto do mundo judaico, escreveram as regras da Comunidade, restauraram o edifício da sinagoga, organizaram departamentos e criaram as condições necessárias para a vida judaica florescer novamente no Porto.
A organização possui um tribunal rabínico, dois rabinos oficiais, estruturas para kashrut, oferece cursos a professores para combater o anti-semitismo, e tem um museu judaico, um cinema, filmes sobre sua história e protocolos de cooperação com o Estado Português, a Embaixada de Israel em Portugal, a B'nai B'rith International, a Liga Anti-Difamação, a Keren Hayesod, a Chabad Lubavitch, a Diocese do Porto e a comunidade muçulmana do Porto.
A comunidade tem uma “abordagem inter-religiosa” para se relacionar com os seus vizinhos não judeus e concentra-se na educação e em projetos conjuntos com a Diocese católica, a comunidade muçulmana e outras comunidades. 
A criação do Museu Judaico do Porto insere-se numa estratégia da comunidade judaica local de combate ao antissemitismo — estratégia que também inclui visitas de escolas à Sinagoga Kadoorie Mekor Haim; filmes sobre a história dos judeus em Portugal; cursos para professores do ensino secundário e outros interessados em temas relacionados com o judaísmo e a história dos judeus; e visitas ao Museu do Holocausto da cidade. 
Em 2021 o filme "1618", produzido no âmbito do projeto social e cultural entre as comunidades judaica e católica do Porto, torna-se o filme português mais premiado de sempre.
Em janeiro de 2019, o Presidente da República, Marcelo Rebelo de Sousa, visitou a Sinagoga do Porto, onde assistiu à celebração do Cabalat Shabat, após a qual usou da palavra. À chegada, o Chefe de Estado foi recebido pelo Presidente da Comunidade Judaica do Porto, Dias Ben Zion, e pelo Rabino-Chefe, Daniel Litvak.
Em Setembro de 2020, a Comunidade Judaica do Porto foi recebida pelo Presidente da Câmara do Porto, Rui Moreira, nos Paços do Concelho. O autarca deu as boas-vindas à Direção de uma comunidade em franco crescimento e rejuvenescimento na cidade, e que representa cerca 500 judeus, oriundos de mais de 30 países.
Em janeiro de 2021 é inaugurado o Museu do Holocausto do Porto, o primeiro do género na Península Ibérica.